# ビアサ742便墜落事故
ビアサ742便墜落事故（ビアサ742びんついらくじこ）は1969年3月16日にベネズエラのカラカス発同マラカイボ経由マイアミ国際空港行きの国際旅客定期便、ビアサ742便（機材：マクドネル・ダグラスDC-9-30）が墜落した事故である。離陸後、機体が地上から50メートルの高さの電線と接触しマラカイボのラ・トリニダード地区に墜落、搭乗者84人全員と地上の71人が死亡した。そのほか、100人以上が怪我をし、墜落とそれによる火災で20軒以上の家屋と多数の自動車が被害を受けた。
事故機はアベンサからビアサへのリース機で、数週間前に運用を開始したばかりであった。また、アベンサの乗員が乗務していた。
事故原因は滑走路に沿って設置された温度センサーが故障のため誤った情報を伝え、その情報をもとに計算したことにより過積載（5,000ポンド以上超過）となった。結果、本来より長く地上走行し上昇角が小さくなり、電線を飛び越える高度に届かなかった。事故の2日後、ベネズエラの公共事業大臣 (Public Works Minister) は滑走路が短かったことも事故の一因であると述べた。  
これはDC-9-30で初の全損事故となり、現在でも同型機による事故の中では死者数が最も多いものである。また36年後にウエスト・カリビアン航空708便墜落事故（機材はDC-9の後継機、マクドネル・ダグラスMD-80）が発生するまでベネズエラ史上最悪の航空事故であり、当時としては世界最大の犠牲者を出した航空事故であった（軍用機事故を除く）。なお1971年に日本で全日空58便とF-86戦闘機が空中衝突して162人が死亡し（全日空機雫石衝突事故）、世界最大の犠牲者を出した航空事故となった。
ビアサ742便墜落事故の犠牲者の中にはサンフランシスコ・ジャイアンツのピッチングプロスペクト、ネストル・チャベスも含まれていた。